# Квинт Помпей Вописк Гай Аррунций Кателлий Целер
Квинт Помпей Вописк Гай Аррунций Кателлий Целер (лат. Quintus Pompeius Vopiscus Gaius Arruntius Catellius Celer) — римский политический деятель второй половины I века.
Его отцом был консул-суффект 69 года и друг императора Отона Луций Помпей Вописк. В 77/78 году Целер был легатом пропретором провинции Лузитания. В октябре 77 года, когда Квинт находился в провинции, он заочно был назначен на должность консула-суффекта.
В 82/83 году Целер был куратором дороги и куратором храмов и общественных зданий. В 85/89 он находился на посту легата Тарраконской Испании. С 77 по 92 год он входил в состав коллегии арвальских братьев.
Его сыном был консул-суффект Квинт Помпей Вописк Гай Аррунций Кателлий Целер Аллий Сабин.